# PES (reżyser)
PES, właśc. Adam Pesapane (ur. 26 maja 1973 w Dover) – amerykański reżyser, twórca animowanych filmów i spotów reklamowych, tworzonych z wykorzystaniem techniki animacji poklatkowej.

## Twórczość
Po uzyskaniu licencjatu z literatury angielskiej na University of Virginia, PES skupił się na twórczości filmowej, w której wykorzystuje przedmioty codziennego użytku i animację poklatkową. Jego twórczość jest wysoko ceniona w Stanach Zjednoczonych i na świecie, zwłaszcza takie krótkie filmy jak: Roof Sex, KaBoom!, Game Over, Western Spaghetti oraz Fresh Guacamole.
W 2013 jego trwający 1 minutę i 40 sekund film Fresh Guacamole został nominowany do Oscara za najlepszy krótkometrażowy film animowany. Jest to najkrótszy film, jaki kiedykolwiek nominowano do Nagrody Akademii Filmowej. W 2016 jego spot reklamowy Papier, zrealizowany dla Honda Motor Company, otrzymał nominację do Nagrody Emmy za wybitną reklamę w roku 2016.

## Filmografia
- Submarine Sandwich (2014)
- Black Gold (2014)
- Fresh Guacamole (2012)
- The Deep (2010)
- Western Spaghetti (2008)
- The Fireplace (aka Yule Log) (2008)
- Cake Countdown (2007)
- Game Over (2006)
- KaBoom! (2004)
- Fireworks (2004)
- Pee-Nut (2003)
- Roof Sex (2001)
- Dogs of War (1998, pierwszy film)